# Varhany katedrály Notre-Dame v Paříži
Varhany katedrály Notre-Dame v Paříži jsou chrámové varhany v pařížské katedrále Notre-Dame. V interiéru jsou celkem troje varhany, mezi nimiž vynikají velké varhany, které upravil v roce 1868 mistr Aristide Cavaillé-Coll. Ty byly prvotně vyrobeny v 15. století a v průběhu doby se postupně zvětšovaly, až v 18. století dosáhly současného rozsahu a podoby. S celkem pěti manuály (klaviaturami), 109 rejstříky a téměř 8 000 píšťalami jsou jedním z největších a nejzvučnějších nástrojů ve Francii.

## Historie
Varhany datují svou historii od roku 1402, kdy Frederik Schambanz na kůru postavil první nástroj. Na podobě současného nástroje se podílelo mnoho významných varhanářů, kteří provedli řadu významných rekonstrukcí a rozšíření. Většina zásahů ale respektovala předchozí práce, ponechala většinu staršího píšťalového fondu, doplňovala rejstříky nové a původní spíše reorganizovala. Nejvýznamnější zásahy provedli Pierre Thierry v roce 1733, François-Henry Clicquot roku 1788.

### 19. století
Vůbec nejvýznamnější přestavbu realizoval Aristide Cavaillé-Coll v roce 1868, kdy získaly varhany následující dispozice:

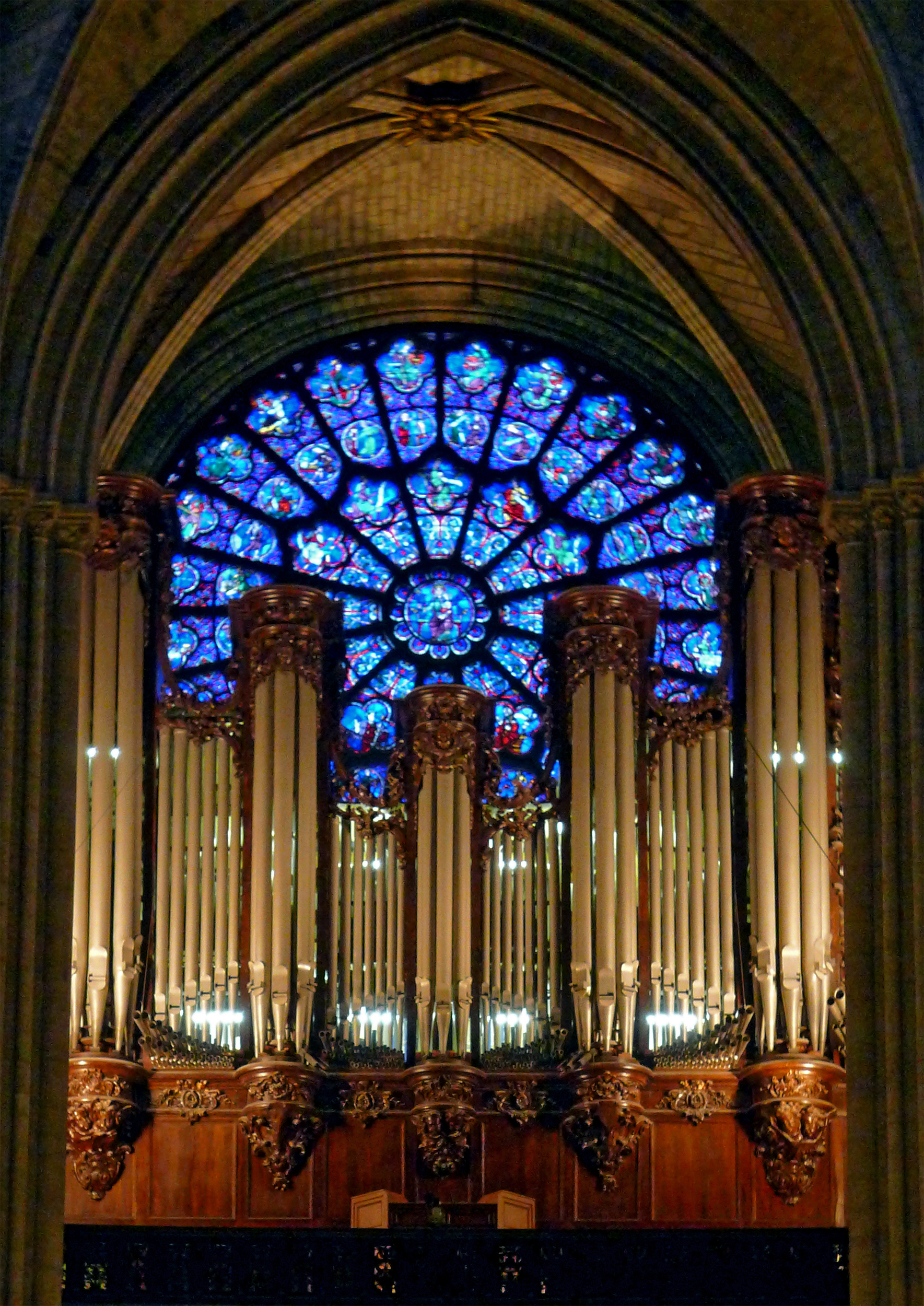
Velké varhany

| I. manuál - Grand Chœur C–g3 |            |       |
| 1.                           | Principal  | 8′    |
| 2.                           | Bourdon    | 8′    |
| 3.                           | Prestant   | 4′    |
| 4.                           | Quinte     | 2/3′  |
| 5.                           | Doublette  | 2′    |
| 6.                           | Tierce     | 13/5′ |
| 7.                           | Larigot    | 1/3′  |
| 8.                           | Septième   | 1/7′  |
| 9.                           | Tuba magna | 16′   |
| 10.                          | Trompette  | 8′    |
| 11.                          | Clairon    | 4′    |

| II. manuál / Grand Orgue C–g3 |                  |                 |
| 12.                           | Violon-Basse     | 16′             |
| 13.                           | Bourdon          | 16′             |
| 14.                           | Montre           | 8′              |
| 15.                           | Viole de Gambe   | 8′              |
| 16.                           | Flûte Harmonique | 8′              |
| 17.                           | Bourdon          | 8′              |
| 18.                           | Prestant         | 4′              |
| 19.                           | Octave           | 4′              |
| 20.                           | Doublette        | 2′              |
| 21.                           | Fourniture II-V  | Fourniture II-V |
| 22.                           | Cymbale II-V     | Cymbale II-V    |
| 23.                           | Basson           | 16′             |
| 24.                           | Basson-Hautbois  | 8′              |
| 25.                           | Clairon          | 4′              |

| III. manuál / Bombardes C–g3 |                  |       |
| 26.                          | Principal-Basse  | 16′   |
| 27.                          | Sous-Basse       | 16′   |
| 28.                          | Principal        | 8′    |
| 29.                          | Flûte Harmonique | 8′    |
| 30.                          | Grosse Quinte    | 51/3′ |
| 31.                          | Octave           | 4′    |
| 32.                          | Grosse Tierce    | 31/5′ |
| 33.                          | Quinte           | 2/3′  |
| 34.                          | Septieme         | 2/7′  |
| 35.                          | Doublette        | 2′    |
| 36.                          | Cornet II-V      |       |
| 37.                          | Bombarde         | 16′   |
| 38.                          | Trompette        | 8′    |
| 39.                          | Clairon          | 4′    |

| IV. manuál / Positif C–g3 |                  |     |
| 40.                       | Montre           | 16′ |
| 41.                       | Bourdon          | 16′ |
| 42.                       | Salicional       | 8′  |
| 43.                       | Unda Maris       | 8′  |
| 44.                       | Flûte Harmonique | 8′  |
| 45.                       | Bourdon          | 8′  |
| 46.                       | Prestant         | 4′  |
| 47.                       | Flûte Douce      | 4′  |
| 48.                       | Doublette        | 2′  |
| 49.                       | Piccolo          | 1′  |
| 50.                       | Plein Jeu III-VI |     |
| 51.                       | Clarinette-Basse | 16′ |
| 52.                       | Cromorne         | 8′  |
| 53.                       | Clarinette-aiguë | 4′  |

| V. manuál / Récit Expressif C–g3 |                  |      |
| 54.                              | Quintaton        | 16′  |
| 55.                              | Quintaton        | 8′   |
| 56.                              | Viole de gambe   | 8′   |
| 57.                              | Voix Céleste     | 8′   |
| 58.                              | Dulciane         | 4′   |
| 59.                              | Basson Hautbois  | 8′   |
| 60.                              | Clarinette       | 8′   |
| 61.                              | Voix humaine     | 8′   |
| 62.                              | Flûte harmonique | 8′   |
| 63.                              | Flûte octaviante | 4′   |
| 64.                              | Quinte           | 2/3′ |
| 65.                              | Octavin          | 2′   |
| 66.                              | Cornet III-V     |      |
| 67.                              | Bombarde         | 16′  |
| 68.                              | Trompette        | 8′   |
| 69.                              | Clairon          | 4′   |
|                                  | Trémolo          |      |

| Pedál C–f1 |                 |        |
| 70.        | Principal-Basse | 32′    |
| 71.        | Contre-Basse    | 16′    |
| 72.        | Sous-Basse      | 16′    |
| 73.        | Grosse Quinte   | 102/3′ |
| 74.        | Flûte           | 8′     |
| 75.        | Violoncelle     | 8′     |
| 76.        | Grosse Tierce   | 62/5′  |
| 77.        | Octave          | 4′     |
| 78.        | Quinte          | 51/3′  |
| 79.        | Septième        | 4/7′   |
| 80.        | Contre-Bombarde | 32′    |
| 81.        | Bombarde        | 16′    |
| 82.        | Basson          | 16′    |
| 83.        | Trompette       | 8′     |
| 84.        | Basson          | 8′     |
| 85.        | Clairon         | 4′     |

| Pédales de combinaison     |
| Orage                      |
| Tirasse Grand Chœur        |
| Tirasse Grand Orgue        |
| Anches Pédale              |
| Octaves graves Grand Chœur |
| Octaves graves Grand Orgue |
| Octaves graves Bombardes   |
| Octaves graves Positiv     |

|                      |  |  |  |
| Octaves graves Récit |  |  |  |
| Anches Grand Chœur   |  |  |  |
| Anches Grand Orgue   |  |  |  |
| Anches Bombardes     |  |  |  |
| Anches Positiv       |  |  |  |
| Anches Récit         |  |  |  |
| Tutti Anches         |  |  |  |
| Grand Choeur / I     |  |  |  |

|                             |  |  |
| Copula Grand Orgue / I      |  |  |
| Copula Bombardes / I        |  |  |
| Copula Positiv / I          |  |  |
| Copula Récit / I            |  |  |
| Copula Récit / Positif      |  |  |
|                             |  |  |
| Expression Récit / Cuillère |  |  |

### 20. století

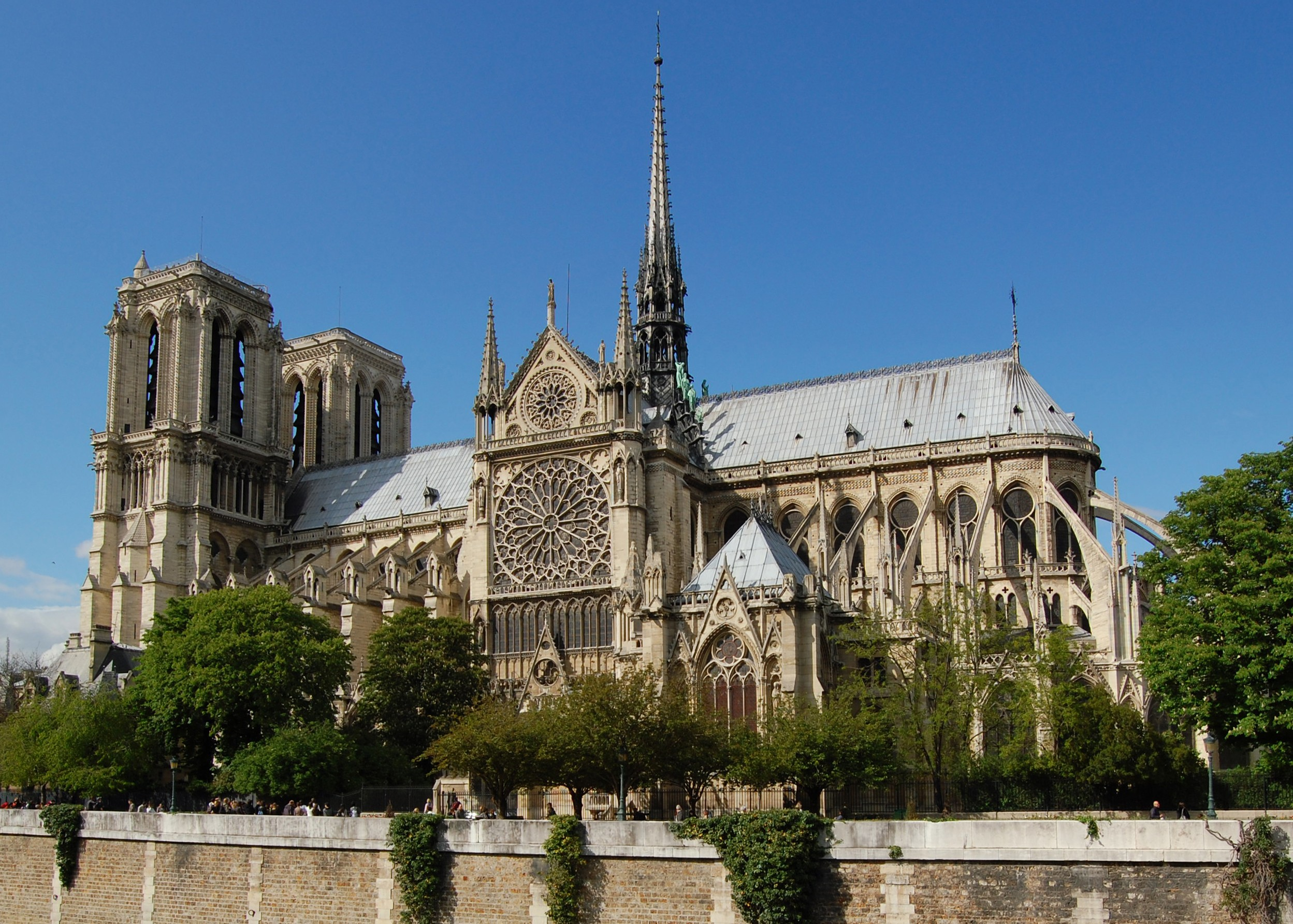
Pohled na katedrálu od jihu

Dílčí změny se odehrály v letech 1902 a 1932. Ve druhé polovině 20. století došlo k významným rekonstrukcím a změnám, které inicioval varhaník Pierre Cocherau. V letech 1959–1963 začala proměna elektrifikací a úpravami v duchu plánů Louise Vierna (předešlého varhaníka). Druhá vlna realizovaná mezi lety 1965–1972 přinesla nový hrací stůl v anglo-americkém stylu, částečné přeskupení mixtur a doplnění rejstříků – vzniklo např. 32′ plenum v barokním stylu, přibyly pedálové rejstříky a dále horizontální jazyky en chamade, které podle Cocheraua dosahovaly hlasitosti 110 dB.
V prosinci roku 1992 byla dokončena restaurátorská rekonstrukce doplňující počítačovou elektroniku a upravující nástroj do stavu, ve kterém by bylo možné využít symfonický potenciál z romantické éry a zároveň zachovat historickou část ze 17. a 18. století. K datu dokončení rekonstrukce měl nástroj celkem 7 800 píšťal, celkem 111 tónových rejstříků na pěti 56klávesových manuálech a jednom 32klávesovém pedálu. Z toho 80 rejstříků pocházelo z nástroje, který v roce 1868 postavil Aristide Cavaillé-Coll (zahrnoval i starší píšťalové fondy), zbývající pocházely z úprav, které inicioval Pierre Cocherau a z rekonstrukce 1990–1992. Ta doplnila mj. horizontální jazyky en chamade v romantickém duchu varhan. Vznikly jako kopie původních rejstříků Trompette harmonique en chamade 8′ a Clairon harmonique en chamade 4′, kterými Cavaillé-Coll v roce 1889 vybavil velké varhany v kostele svatého Saturnina (st. Sernin). Tyto podle Oliviera Latryho lépe naplňují symfonicky-estetické hledisko, zatímco Cocherauovy ze 70. let považuje Latry za neoklasicistní.

### 21. století
Kolem roku 2000 nastal zásadní problém s počítačovou výbavou varhan. Společnost Synaptel, která ji v letech 1989–1993 realizovala, již neexistovala, mnoho náhradních dílů bylo nedostupných a bez dobrovolné pomoci jednoho z bývalých zaměstnanců by byly varhany po řadu let nehratelné. Na roky 2012 a 2014 se proto naplánovaly další úpravy. V první vlně došlo k instalaci nové elektroniky, nového varhanního stolu a celkové stabilizaci stavu, aby byl nástroj k příležitosti oslav 850 let katedrály plně provozuschopný. Druhá vlna byla dokončena roku 2014. Celkový počet znějících rejstříků stoupl na 115, vznikla nová (šestá) divize resonance a nástroj získal níže uvedené dispozice:
| I. manuál - Grand Orgue C–g3 |                            |                            |
| 1.                           | Violon Basse               | 16′                        |
| 2.                           | Bourdon                    | 16′                        |
| 3.                           | Montre                     | 8′                         |
| 4.                           | Viole de Gambe             | 8′                         |
| 5.                           | Flûte harmonique           | 8′                         |
| 6.                           | Bourdon                    | 8′                         |
| 7.                           | Prestant                   | 4′                         |
| 8.                           | Octave                     | 4′                         |
| 9.                           | Doublette                  | 2′                         |
| 10.                          | Fourniture harmonique II-V | Fourniture harmonique II-V |
| 11.                          | Cymbale harmonique II-V    | Cymbale harmonique II-V    |
| 12.                          | Bombarde                   | 16′                        |
| 13.                          | Trompette                  | 8′                         |
| 14.                          | Clairon                    | 4′                         |
| Chamades                     |                            |                            |
| 15.                          | Chamade                    | 8′                         |
| 16.                          | Chamade                    | 4′                         |
|                              | Chamade REC                | 8′                         |
|                              | Cornet REC (c1)            |                            |

| II. manuál / Positif C–g3 |                  |       |
| 17.                       | Montre           | 16′   |
| 18.                       | Bourdon          | 16′   |
| 19.                       | Salicional       | 8′    |
| 20.                       | Flûte harmonique | 8′    |
| 21.                       | Bourdon          | 8′    |
| 22.                       | Unda maris (c)   | 8′    |
| 23.                       | Prestant         | 4′    |
| 24.                       | Flûte douce      | 4′    |
| 25.                       | Nazard           | 2/3′  |
| 26.                       | Doublette        | 2′    |
| 27.                       | Tierce           | 13/5′ |
| 28.                       | Fourniture V     |       |
| 29.                       | Cymbale V        |       |
| 30.                       | Clarinette basse | 16′   |
| 31.                       | Clarinette       | 8′    |
| 32.                       | Clarinette aiguë | 4′    |

| III. manuál / Récit C–g3 |                   |      |
| 33.                      | Quintaton         | 16′  |
| 34.                      | Diapason          | 8′   |
| 35.                      | Flûte traversière | 8′   |
| 36.                      | Viole de Gambe    | 8′   |
| 37.                      | Bourdon céleste   | 8′   |
| 38.                      | Voix céleste      | 8′   |
| 39.                      | Octave            | 4′   |
| 40.                      | Flûte Octaviante  | 4′   |
| 41.                      | Quinte            | 2/3′ |
| 42.                      | Octavin           | 2′   |
| 43.                      | Bombarde          | 16′  |
| 44.                      | Trompette         | 8′   |
| 45.                      | Basson Hautbois   | 8′   |
| 46.                      | Clarinette        | 8′   |
| 47.                      | Voix humaine      | 8′   |
| 48.                      | Clairon           | 4′   |
| Récit classique (f)      |                   |      |
| 49.                      | Cornet V          |      |
| 50.                      | Hautbois          | 8′   |
| Chamades                 |                   |      |
| 51.                      | Basse Chamade     | 8′   |
| 52.                      | Dessus Chamade    | 8′   |
| 53.                      | Chamade           | 4′   |
| 54.                      | Chamade Régale    | 8′   |
|                          | Basse Chamade GO  | 8′   |
|                          | Dessus Chamade GO | 8′   |
|                          | Chamade GO        | 8′   |
|                          | Trémolo           |      |

| IV. manuál / Solo C–g3 |                      |                      |
| 55.                    | Bourdon              | 32′                  |
| 56.                    | Principal            | 16′                  |
| 57.                    | Montre               | 8′                   |
| 58.                    | Flûte harmonique     | 8′                   |
| 59.                    | Quinte               | 51/3′                |
| 60.                    | Prestant             | 4′                   |
| 61.                    | Tierce               | 31/5′                |
| 62.                    | Nazard               | 2/3′                 |
| 63.                    | Septième             | 2/7′                 |
| 64.                    | Doublette            | 2′                   |
| 65.                    | Cornet II-V          |                      |
| 66.                    | Grande Fourniture II | Grande Fourniture II |
| 67.                    | Fourniture V         | Fourniture V         |
| 68.                    | Cymbale V            | Cymbale V            |
| 69.                    | Cromorne             | 8′                   |
|                        | Chamade GO           | 8′                   |
|                        | Chamade GO           | 4′                   |
|                        | Cornet REC           |                      |
|                        | Hautbois REC         | 8′                   |

| V. manuál / Grand Chœur C–g3 |               |       |
| 70.                          | Principal     | 8′    |
| 71.                          | Bourdon*      | 8′    |
| 72.                          | Prestant*     | 4′    |
| 73.                          | Quinte*       | 2/3′  |
| 74.                          | Doublette*    | 2′    |
| 75.                          | Tierce*       | 13/5′ |
| 76.                          | Larigot       | 1/3′  |
| 77.                          | Septième      | 1/7′  |
| 78.                          | Piccolo       | 1′    |
| 79.                          | Plein jeu     | 4/7′  |
|                              | Cornet V (=*) |       |
| 80                           | Tuba magna    | 16′   |
| 81.                          | Trompette     | 8′    |
| 82.                          | Clairon       | 4′    |

| Résonance expressive C–g3 |                |         |
| 83.                       | Bourdon        | 16′     |
| 84.                       | Principal      | 8′      |
| 85.                       | Bourdon        | 8′      |
| 86.                       | Prestant       | 4′      |
| 87.                       | Neuvième       | 35/9′   |
| 88.                       | Tierce         | 31/5′   |
| 89.                       | Onzième        | 210/11′ |
| 90.                       | Nazard         | 2/3′    |
| 91.                       | Flûte          | 2′      |
| 92.                       | Tierce         | 13/5′   |
| 93.                       | Larigot        | 1/3′    |
| 94.                       | Flageolet      | 1′      |
| 95.                       | Fourniture III |         |
| 96.                       | Cymbale III    |         |
| 97.                       | Basson         | 16′     |
| 98.                       | Basson         | 8′      |
| 99.                       | Voix humaine   | 8′      |
|                           | Chimes         |         |
|                           | Tremblant      |         |

| Pedál C–f1 |                 |        |
| 100.       | Principal       | 32′    |
| 101.       | Contrebasse     | 16′    |
| 102.       | Soubasse        | 16′    |
| 103.       | Quinte          | 102/3′ |
| 104.       | Flûte           | 8′     |
| 105.       | Violoncelle     | 8′     |
| 106.       | Tierce          | 62/5′  |
| 107.       | Quinte          | 51/3′  |
| 108.       | Septième        | 4/7′   |
| 109.       | Octave          | 4′     |
| 110.       | Contre Bombarde | 32′    |
| 111.       | Bombarde        | 16′    |
| 112.       | Basson          | 16′    |
| 113.       | Trompette       | 8′     |
| 114.       | Basson          | 8′     |
| 115.       | Clairon         | 4′     |
|            | Chamade GO      | 8′     |
|            | Chamade GO      | 4′     |
|            | Chamade Régale  | 8′     |
|            | Chamade REC     | 8′     |
|            | Chamade REC     | 4′     |

Během požáru z 15. na 16. dubna 2019 nebyly varhany dotčeny ohněm. Zpočátku však nebylo jasné, zda a jakou škodu mohla způsobit voda a další faktory. Podle jednoho ze tří katedrálních varhaníků Philippa Lefevra je zasypala suť, prach a natekla do nich voda. Malé varhany, nacházející se pod sanktusníkem, tedy v centru požáru, oheň podle něj silně poškodil.